# Diya (lampe)
Pour l’article homonyme, voir Diya.

Moine jaïn portant une diya.

Une diya (hindi : दीया), deya, divaa, dip, dipam, ou dipak est une lampe à huile, faite généralement d'argile avec une mèche en coton trempée dans du ghi ou de l'huile végétale.

## Présentation
Les diyas en argile sont souvent utilisées pour les événements spéciaux.
Les diyas en laiton sont des dispositifs permanents dans les habitations et les temples.
Les diyas sont originaires de l'Inde, et sont souvent utilisées lors de fêtes religieuses hindoues, sikhes, jaïnes ou zoroastriennes comme Diwali ou la cérémonie de Kushti (en).

## Usage traditionnel
Une diya placée dans les temples et utilisée pour bénir les fidèles est appelée Ārtī.

## Galerie

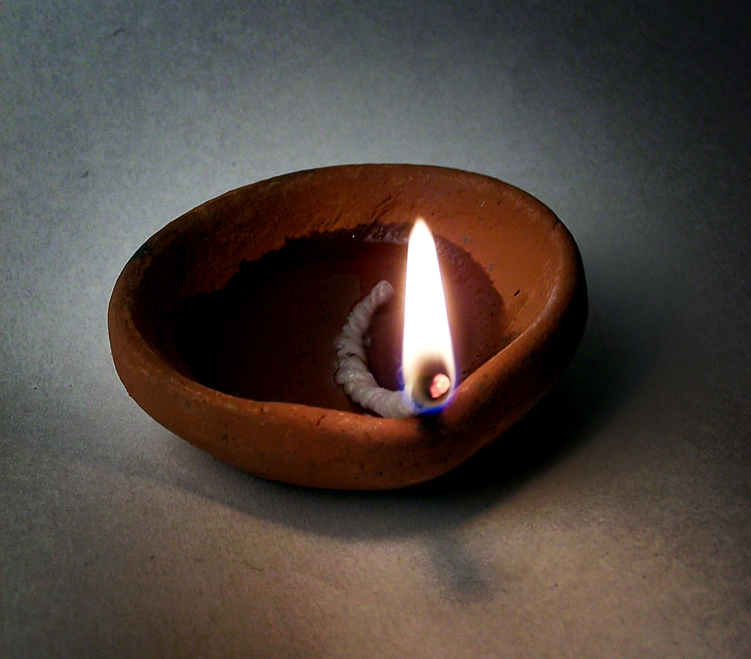
Diya utilisée pour Diwali.
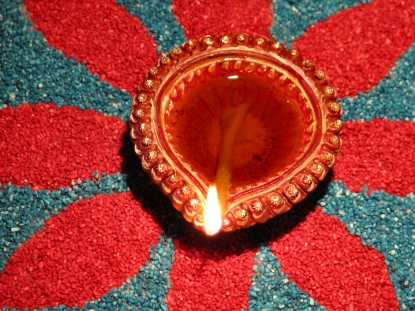
Une diya sur un rangoli.
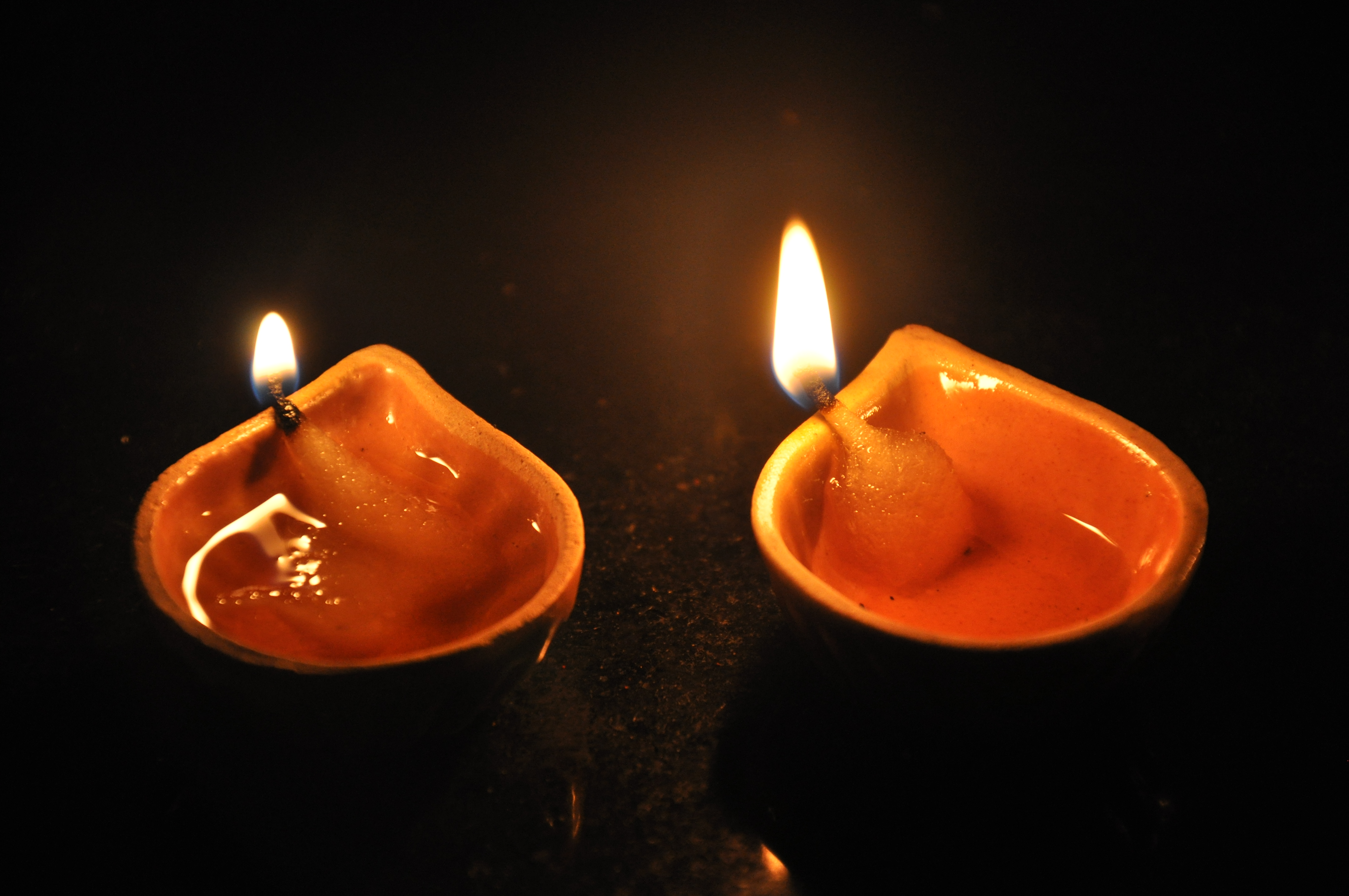
Deux diyas à l'huile.
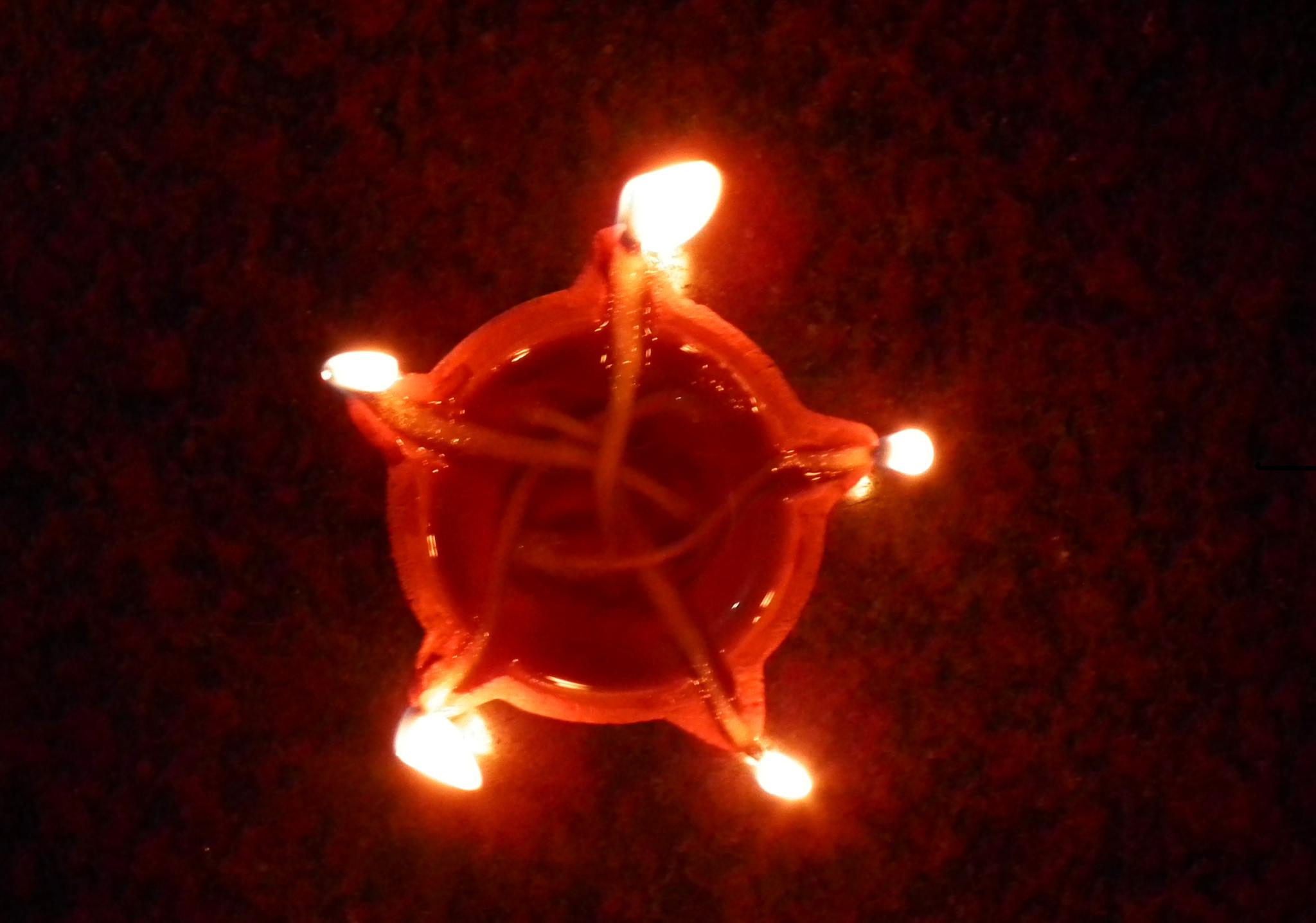
Diya à mèches multiples.
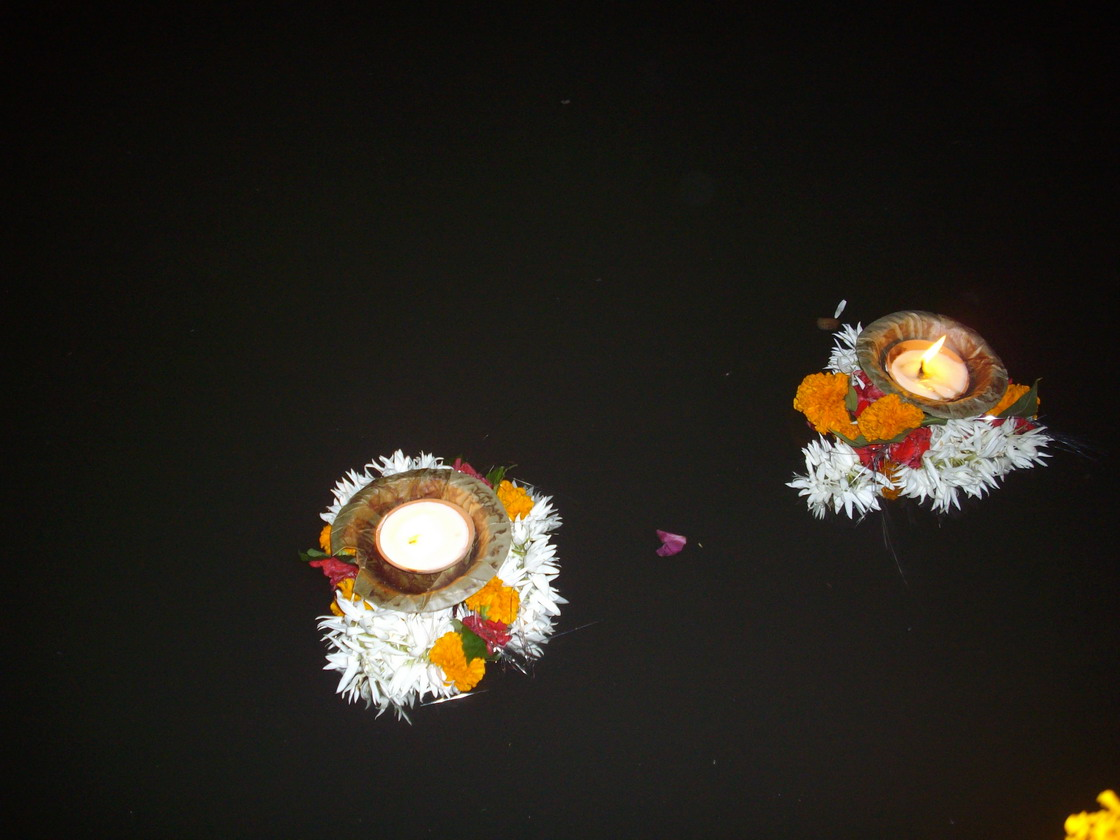
Diyas flottant sur le Gange.